# Bonne
Bonne – miejscowość i gmina we Francji, w regionie Owernia-Rodan-Alpy, w departamencie Górna Sabaudia.
Według danych na rok 1990 gminę zamieszkiwało 1815 osób, a gęstość zaludnienia wynosiła 212 osób/km² (wśród 2880 gmin regionu Rodan-Alpy Bonne plasuje się na 477. miejscu pod względem liczby ludności, natomiast pod względem powierzchni na miejscu 1237.).